# Pentamerismus judiciarius
Pentamerismus judiciarius är en spindeldjursart som beskrevs av De Leon 1961. Pentamerismus judiciarius ingår i släktet Pentamerismus och familjen Tenuipalpidae. Inga underarter finns listade i Catalogue of Life.